# Střítež pod Křemešníkem
Střítež pod Křemešníkem là một làng thuộc huyện Pelhřimov, vùng Vysočina, Cộng hòa Séc.